# Empirische wetenschap
Empirische wetenschap is letterlijk wetenschap gebaseerd op ervaring, waarneming en proefondervindelijke uitkomsten. Ze staat vrij van metafysische argumenten en speculatieve intuïties. Als zodanig is empirische wetenschap tegenovergesteld aan formele wetenschap, die juist niet op ervaring maar op a priori ofwel ervaringsonafhankelijke beginselen is gebaseerd. Voorbeelden van empirische wetenschappen zijn natuurkunde, scheikunde, biologie, geneeskunde en sociologie. 
Literatuurwetenschap, geschiedenis en godsdienstwetenschap doen over het algemeen geen proeven, maar steunen vaak meer op analyse van geschriften en documenten. Het verzamelen van data via 'waarnemingen' en het statistisch bewerken hiervan vormen in toenemende mate een onderdeel van dit soort wetenschappen, zodat wel gezegd wordt dat zij inmiddels een empirische traditie hebben. 